# Кристијан Наваро
Кристијан Ли Наваро (енгл. Christian Lee Navarro, рођен 21. августа 1991) је амерички глумац, најпознатији по улози Тонија Падиље у Нетфликсовој серији Тринаест разлога зашто.

## Биографија
Кристијан Ли Наваро је рођен и одрастао у Бронксу, Њујорк са порториканским коренима.

## Филмографија
| Година | Назив                        | Улога        | Белешке |
| ------ | ---------------------------- | ------------ | ------- |
| 2005   | Day of the Dead 2: Contagium | The Infected |         |
| 2009   | Run It                       | John White   |         |
| 2017   | Bushwick                     | Eduardo      |         |
| 2018   | Can You Ever Forgive Me?     |              |         |
| 2022   | Prey for the Devil           | Father Dante |         |

| Година       | Назив                        | Улога        | Белешке      |
| ------------ | ---------------------------- | ------------ | ------------ |
| 2007         | Law & Order: Criminal Intent | Paco Mendoza | 1 епизода    |
| 2013         | Blue Bloods                  | Uniform #1   | 1 епизода    |
| 2014         | Taxi Brooklyn                | Waiter Bobby | 1 епизода    |
| 2014         | The Affair                   | Jed          | 1 епизода    |
| 2015         | Rosewood                     | Carlos Gomez | 1 епизода    |
| 2016         | Vinyl                        | Jorge        | 4 епизоде    |
| 2016         | The Tick                     | Sidekick     | 1 епизода    |
| 2017–present | 13 Reasons Why               | Tony Padilla | Главна улога |